# 제임스 폰틀로이

제임스 에드워드 폰틀로이 2세(James Edward Fauntleroy II, 1984년 5월 16일~)는 그래미 어워드 수상자이며, 작사가이자 프로듀서이다. 출신지는 캘리포니아주 잉글우드이다. The Underdogs의 멤버로 공식적으로 알려져있으며, 폰틀로이는 현재 프로덕션팀 The Y's와 작업중이며 1500 or Nothin'이라는 음악 그룹의 대표이다. 그는 몇몇 저명한 아티스트들의 곡을 작사한 것으로 잘 알려져 있는데, Jordin Sparks의 "No Air", Chris Brown의 "Take You Down" 과 "Superhuman" 그리고 Ciara의 "Love Sex Magic"이 그 중 대표적이다. 그는 또한 얼터네이티브 음악 그룹인 Cocaine 80's의 멤버이다. Cocaine 80's에는 No ID, Common, Jhene Aiko이 속해있다. 폰틀로이는 그룹을 통해 몇개의 EP를 공개했다.